# Pomnik Siewcy w Luboniu

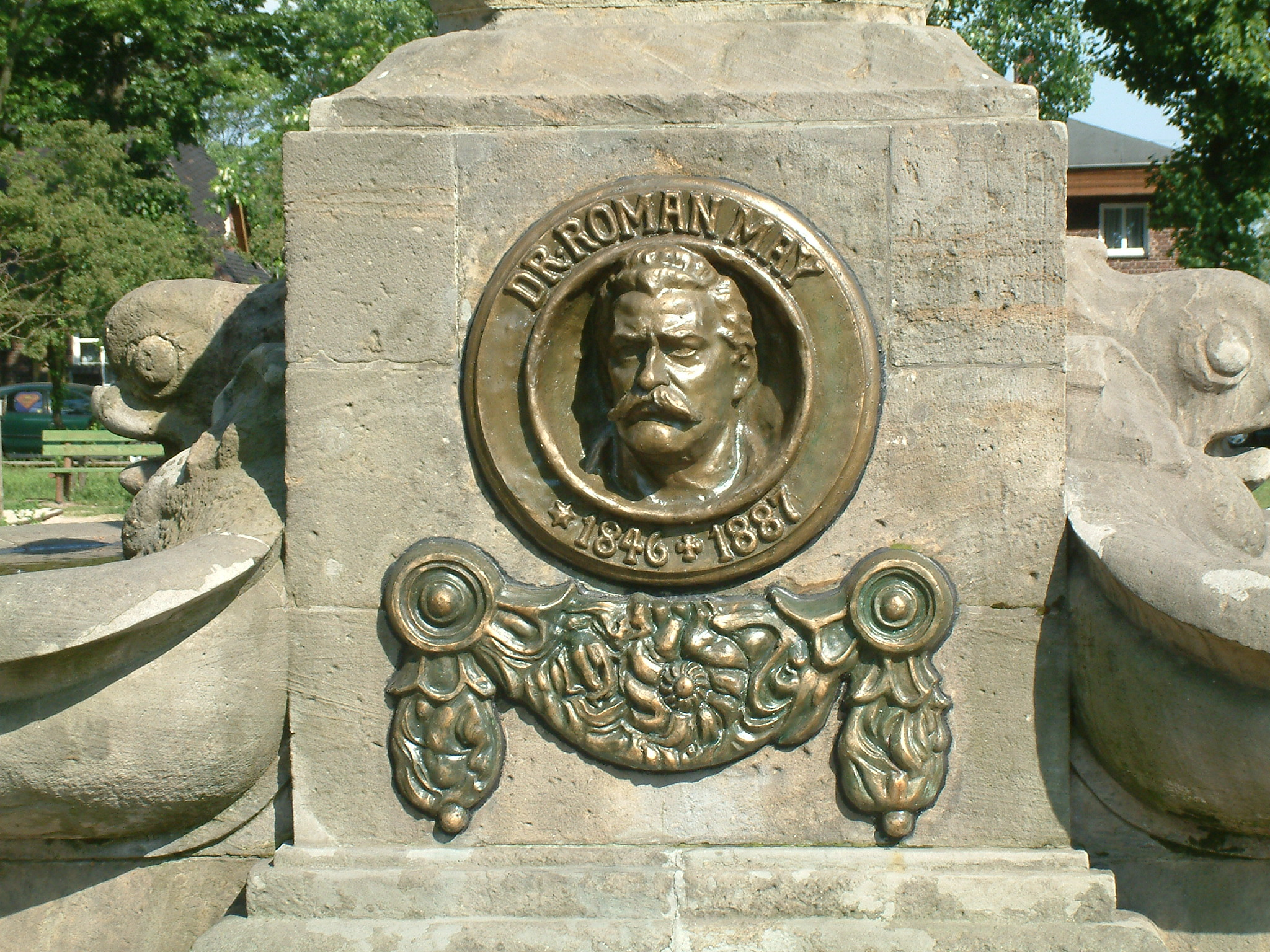
Medalion Romana Maya na pomniku

Pomnik Siewcy w Luboniu – pomnik usytuowany na terenie przyfabrycznego parku (współcześnie Park Siewcy), pomiędzy ulicami Armii Poznań, Romana Maya i Kolonia PZNF (Poznańskie Zakłady Nawozów Fosforowych) w Luboniu.

## Historia
Wykonana w 1923 roku przez rzeźbiarza Marcina Rożka postać siewcy przedstawiająca słowiańskiego rolnika, przygotowana została na zamówienie Fabryki Chemicznej dr. Romana Maya z Lubonia.
Pomnik w formie gipsowej wystawiono podczas Powszechnej Wystawy Krajowej w 1929 roku przed pawilonem Fabryki Nawozów Chemicznych dr. Romana Maya. Gipsową postać siewcy wykorzystano jako reklamę przedsiębiorstwa. Jeszcze w 1929 roku Marcin Rożek wykonał z brązu odlew postaci siewcy, mierzącej 290 cm, którą ustawiono na sześciometrowym cokole z piaskowca, tworzącym w dolnej części fontannę ozdobioną głowami delfinów, ustawionym pośrodku cembrowiny. Całość ustawiono w przyfabrycznym parku znajdującym się na osiedlu wybudowanym dla kadry inżynierskiej zakładów w Luboniu.
W późniejszym czasie na cokole umieszczono medalion z podobizną dr. Romana Maya, założyciela przedsiębiorstwa chemicznego, którego autorem był rzeźbiarz Władysław Marcinkowski.
W 1979 roku wykonano kopię pomnika, którą usytuowano przed budynkiem Collegium Maximum Uniwersytetu Przyrodniczego w Poznaniu.